# Agrilus chaetocoxalis
Agrilus chaetocoxalis (лат.) — вид узкотелых жуков-златок.

## Распространение
Китай.

## Описание
Длина узкого тела взрослых насекомых (имаго) 7,8—8,3 мм. Отличаются формой усиков, очень короткими прехумерами, обрезанными надкрылями, двуцветной окраской с преобладанием чёрного, крупными глазами. У самцов развит пучок волосков в средней части задних тазиков ног (отсюда название вида). Близок к виду Agrilus paimpolaiseae. Переднегрудь с воротничком. Боковой край переднеспинки цельный, гладкий. Глаза крупные, почти соприкасаются с переднеспинкой. Личинки предположительно развиваются на различных лиственных деревьях. Встречены с мая по июнь на высотах от 1000 до 1300 м. Вид был впервые описан в ходе ревизии, проведённой в 2011 году канадскими колеоптерологами Эдвардом Йендеком (Eduard Jendek) и Василием Гребенниковым (Оттава, Канада).